# Marc-Anthony Honoré
Marc-Anthony Honoré (* 12. Juni 1984 in Pointe-à-Pierre) ist ein trinidadischer Volleyballspieler.

## Karriere
Marc-Anthony Honoré spielte bis zu seinem 16. Lebensjahr Fußball. Während eines Fußballspiels verletzte er sich jedoch so schwer am Knöchel, dass er eine längere Pause einlegen musste. Als ihn seine Schwester Nadiege für Volleyball begeistern wollte, erweckte zu Beginn diese Sportart nicht wirklich sein Interesse. Er wollte sich zu dieser Zeit lieber seinem Studium der Wirtschaftswissenschaften widmen. Sein Vater überredete ihn, es auszuprobieren, damit Marc-Anthony auch etwas für seinen Körper tat.
Von 2003 bis 2007 spielte er in der Volleyballmannschaft „Red Flash“ der St. Francis University und schaffte es zum ersten Mal in der Geschichte der Universität, sich mit seinem Team unter den 15 besten Mannschaften Amerikas zu platzieren. Das Team erreichte das Endspiel der Eastern Conference. Marc-Anthony Honoré wurde zum „Spieler des Jahres“ der Eastern Conference und als erster Spieler der St. Francis University für das All American Team nominiert. Durch die Nominierung zählte er zu den besten 12 Spielern der NCAA. Während des Pan American Cups, an dem er mit der Nationalmannschaft aus Trinidad und Tobago teilnahm, fiel der Mittelblocker dem Co-Trainer des VfB Friedrichshafen Ulf Quell auf und erweckte die Aufmerksamkeit des Profi-Volleyballvereins und mehrfachen Meisters. Im Jahr 2007 unterschrieb Marc-Anthony Honoré einen zunächst einjährigen Vertrag beim VfB Friedrichshafen und trat die neue Saison mit der Nummer Neun an. Er war der erste Spieler aus Trinidad und Tobago, der einen Profi-Volleyballvertrag unterschrieb. In der Saison 2007/08 wurde Marc-Anthony mit dem VfB Friedrichshafen Pokalsieger und Deutscher Meister. Daraufhin verlängerte er seinen Vertrag im Verein um weitere zwei Jahre. Seit der Saison 2008/09 trat er mit der Nummer Drei an und gewann mit dem VfB Friedrichshafen 2009 und 2010 erneut die deutsche Meisterschaft.
2010/11 spielte Marc-Anthony Honoré bei Londrina Vôlei in der brasilianischen Superliga. Von 2011 bis 2015 war er in Portugal bei Benfica Lissabon aktiv. In seiner Zeit in Portugal wurde er drei Mal portugiesischer Meister und erreichte 2015 das Finale im europäischen Challenge Cup. Zur Saison 2015/16 wechselte Marc-Anthony Honoré zurück zum VfB Friedrichshafen in die Volleyball-Bundesliga. Nach nur einer Saison kehrte er zurück zu Benfica Lissabon.
2022 beendete Honoré vorübergehend seine Karriere als Spieler. Seit der Saison 2023/24 ist er bei den Volley Youngstars Friedrichshafen als Betreuer aktiv und spielt für den VfB Friedrichshafen, der nach dem Abgang von Aleksandar Nedeljkovic eine Lücke auf der Mittelblocker-Position aufwies.